# Хомяковка (Самарская область)
Хомяко́вка — деревня в Красноармейском районе Самарской области России. Входит в состав сельского поселения Павловка.

## География
Деревня находится в южной части Самарской области, в пределах низкого Сыртового Заволжья, в степной зоне, к югу от реки Чагра, на расстоянии примерно 19 км (по прямой) к юго-западу от села Красноармейское, административного центра района. Абсолютная высота — 92 м над уровнем моря.
Климат
Климат характеризуется как континентальный, засушливый, с жарким летом и холодной малоснежной зимой. Среднегодовая температура воздуха — 4,7 °С. Средняя температура воздуха самого тёплого месяца (июля) — 21,6 °C (абсолютный максимум — 41 °C); самого холодного (января) — −12,7 °C (абсолютный минимум — −46 °C). Среднегодовое количество атмосферных осадков составляет 420 мм, из которых 277 мм выпадает в период с апреля по октябрь. Снежный покров держится в течение 136 дней.
Часовой пояс
Деревня Хомяковка, как и вся Самарская область, находится в часовой зоне МСК+1. Смещение применяемого времени относительно UTC составляет +4:00.

## Население
| 2010 |
| ---- |
| 44   |

Половой состав
По данным Всероссийской переписи населения 2010 года, в гендерной структуре населения мужчины составляли 50 %, женщины — соответственно также 50 %.
Национальный состав
Согласно результатам переписи 2002 года, в национальной структуре населения русские составляли 79 % из 62 чел.